# کیراوی، نیو ساوت ولز
کیراوی (به انگلیسی: Kirrawee) یک حومه شهر در استرالیا است که در نیو ساوت ولز واقع شده‌است.